# Microsauria
Die Microsauria sind eine Gruppe ausgestorbener Landwirbeltiere, deren fossile Überreste vom Mississippium („Unterkarbon“) bis in das frühe Perm in Nordamerika und möglicherweise auch in Europa nachweisbar sind. John William Dawson betrachtete die Gruppe in seiner Erstbeschreibung von 1863 als frühe Reptilien (Microsauria = „kleine Echsen“), heute werden sie in die Gruppe der amphibienartigen Hüllenwirbler (Lepospondyli) eingeordnet.

## Merkmale
Die Microsauria wurden 3,5 bis 60 Zentimeter lang und waren in Morphologie und Lebensweise die variabelsten Lepospondylen. Die meisten Arten waren salamanderartig und lebten terrestrisch, andere amphibisch. Es gab auch spezialisierte grabende, im Erdboden lebende Formen, die lange Körper und kurze Gliedmaßen hatten und deren Schädelknochen reduziert waren. Aquatisch lebende Microsauria behielten ihre äußeren Kiemen bis ins Adultstadium bei (Neotenie). Terrestrischen Formen fehlten die Gruben des Seitenlinienorgans. Alle hatten Gliedmaßen, auch wenn diese nur kurz und dünn waren. Der Schwanz war niemals spezialisiert, wie bei den Nectridea, einer anderen Gruppe von Lepospondyli. Die Anzahl der Wirbel betrug 19 bis 44. Wie bei anderen Lepospondylen sind die Centra des Wirbelkörpers zylindrisch und mit den Neuralbögen verwachsen. Zu den Synapomorphien der Microsauria gehören das Fehlen des Intertemporale und des Supratemporale im Schädel. Bei primitiven Microsauria ist die Wangenregion vollständig bedeckt, bei drei fortschrittlichen Familien dagegen tief eingebuchtet.

## Systematik

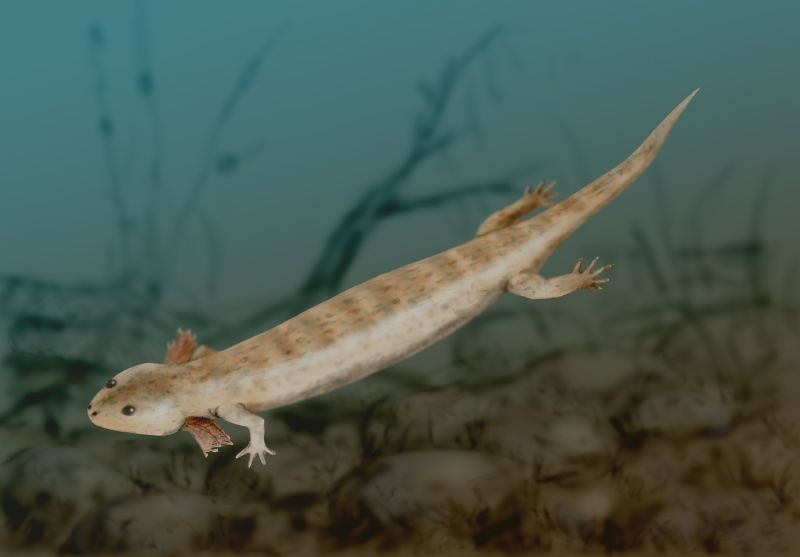
Microbrachis pelikani, Lebendrekonstruktion

Die Microsauria gelten heute nicht mehr als monophyletisches Taxon. Die elf Familien werden in zwei Hauptgruppen eingeteilt, die anhand ihrer Schädelmorphologie unterschieden werden:

Die Microbrachomorpha, benannt nach dem aquatischen Microbrachis, sind enger mit den Nectridea verwandt als mit den übrigen Microsauriern. Hier hat im Schädel das Postfrontale keinen Kontakt mit dem Tabulare.

Bei den Tuditanomorpha (nach der Gattung Tuditanus) berühren sich diese beiden Schädelknochen. Zu ihr gehören vor allem terrestrisch lebende Gattungen, beispielsweise Pantylus.

Daneben repräsentiert Rhynchonchos, der einen langen Rumpf und kurze Beine hatte, möglicherweise eine eigene Gruppe. Diese Gruppe wäre näher mit der Microbrachis-Gruppe als mit der Tuditanus-Gruppe verwandt und ist als möglicher Ursprung der rezenten Schleichenlurche (Gymnophiona) im Gespräch.
Einige Wissenschaftler glauben, dass auch die Schwanzlurche (Caudata) von Microsauriern abstammen. Die Mehrheit geht heute allerdings davon aus, dass deren Ursprung zusammen mit dem der Froschlurche (Anura) innerhalb der Dissorophoidea liegt.